# Jaipur (distrito)
Jaipur é um distrito do estado do Rajastão, no oeste da Índia. A cidade de Jaipur, a capital do Rajastão, é também a maior cidade e a sede do distrito. É o décimo mais populoso da Índia.

## Divisões
Sendo a capital do estado, Jaipur tem uma Assembleia Legislativa. Há 13 sub-divisões no distrito são - Jaipur, Amber, Bassi, Chaksu, Chomu, Mojmabad, Jamwa Ramgarh, Phagi, Phulera, Kotputli, Sanganer, Shahpura, Viratnagar.
| Sub-divisões    | 13   |
| Aldeias e vilas | 2369 |

## Demografia
| Religiões de Jaipur | Religiões de Jaipur | Religiões de Jaipur | Religiões de Jaipur | Religiões de Jaipur |
| ------------------- | ------------------- | ------------------- | ------------------- | ------------------- |
| Religão             |                     |                     | Porcentagem         |                     |
| Hinduísmo           | Hinduísmo           |                     | 89%                 | 89%                 |
| Islamismo           | Islamismo           |                     | 7%                  | 7%                  |
| Judaísmo            | Judaísmo            |                     | 3%                  | 3%                  |
| Cristianismo        | Cristianismo        |                     | 0,47%               | 0,47%               |
| Budismo             | Budismo             |                     | 0,03%               | 0,03%               |
| Outras religiões    | Outras religiões    |                     | 0,53%               | 0,53%               |

De acordo com o Censo de 2011 Jaipur distrito tem uma população de 6.663.971, mais ou menos igual à nação de Líbia ou estado os EUA de Washington. Isto dá-lhe uma classificação de 10 na Índia (de um total de 640 ). O distrito tem uma densidade populacional de 598 habitantes por quilômetro quadrado (1.550 / sq mi). A sua taxa de crescimento populacional na década 2001-2011 foi 26,91%. Jaipur tem um sexo proporção de 909 mulheres para cada 1000 homens, e uma taxa de alfabetização de 76,44%.